# فرقة المشاة 78 (الفيرماخت)

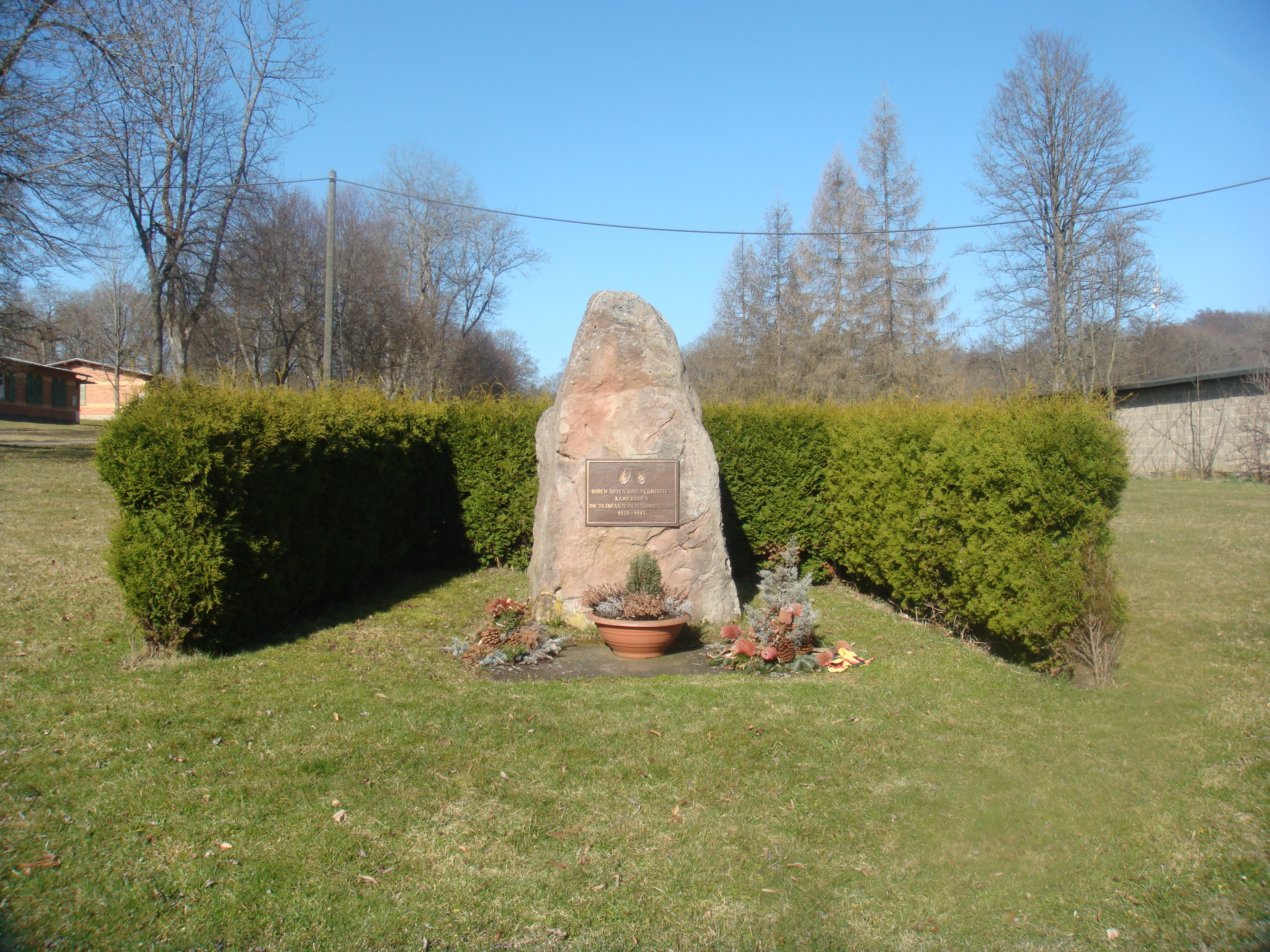

فرقة المشاة 78 (الألمانية: 78. فرقة المشاة )، في وقت لاحق فرقة شتورم 78 (الهجوم)، كان تشكيل مشاة ألماني قاتل خلال الحرب العالمية الثانية. 

## تاريخ الوحدة
شكلت فرقة المشاة 78 في أغسطس 1939 في شتوتغارت، وضمت احتياطيين من بادن فورتمبيرغ (كان رمزه الفرقة يمثل أولم مينستر ).
تمركزت في فرنسا لمهام الاحتلال من صيف عام 1940 حتى ربيع عام 1941، ثم تم نقلها شرقاً للمشاركة في عملية بربروسا ف مجموعة الجيوش الوسطى. تقدمت الفرقة من الحدود البولندية إلى أبواب موسكو، وتم إيقافها في 3 ديسمبر 1941 من قبل الدفاع السوفياتي وكذلك الشتاء المرير. بحلول 7 يناير 1942، تم دفع الفرقة إلى الوراء من Ruza إلى Gzhatsk حيث توقف الهجوم الشتوي السوفيتي. ثم شكلت الفرقة الجناح الجنوبي الشرقي من Rzhev-Vyazma Salient. في أواخر عام 1942 عانت من خسائر فادحة في معارك رجيف.
في بداية عام 1943، أعيد تنظيمها باسم فرقة شتورم 78 مع تعديلات إضافية على قوتها وتنظيمها على مدى الأشهر القليلة القادمة. تم إعادة تصميم كل من أفواج المشاة الثلاثة ككتيبة شتورم، والتي تضمنت في نهاية المطاف كتائب شتورمجيشوتس كتيبة الهاون الثقيلة ونيبل فيرفير (قاذفة الصواريخ) ووحدة مدمرة للدبابات مجهزة بماردر 2 أس، بالإضافة إلى فوج دعم مدفعي إضافي. من خلال تنظيمها الجديد، شاركت الفرقة في عملية القلعة كجزء من الفيلق الثالث والعشرين للجيش التاسع، حيث شاركت في القتال في بونيري. خلال الهجوم المضاد السوفيتي التالي، تم نقل الفرقة أولاً من الجيش التاسع إلى الجيش الثاني بانزر في يوليو، ثم مرة أخرى إلى الجيش الرابع في سبتمبر حيث تم إجبار الفرقة على العودة إلى خط بانثر ووتان شرق أورشا.
خلال هجوم يونيو-يوليو 1944 السوفياتي ضد مجموعة الجيوش الوسطى، عملية باغراتيون، تم تعيين الفرقة للدفاع عن طريق موسكو - مينسك الرئيسي وبلدة أورشا. خلال القتال، تم تدمير الفرقة، بعد أن فشلت في الخروج من حصار شرق مينسك ليلة 5/6 يوليو. تم الاستيلاء على العناصر الباقية من قبل قسم فولكسغرينادي565.
في وقت لاحق من ذلك الشهر، أعيد تشكيل الفرقة باسم فرقة رماة القنابل 78، عن طريق إعادة تسميتها بفرقة فولكسغرينادير 543 ثم في عملية تشكيل. في أكتوبر 1944، أعيدت تسميتها باسم فرقة Volksgrenadier 78، وفي أوائل عام 1945 أعيدت تسميتها إلى فرقة Volks-Sturm 78، وتم تعيينها في مجموعة الجيوش الوسطى. كانت من بين قوات جيش بانزر الأول التي تم دفعها من سيليزيا العليا نحو تشيكوسلوفاكيا، حيث استسلمت قواتها للسوفييت بالقرب من أولوموك في نهاية الحرب في مايو.

## القادة
| الرتبة والاسم                       | تاريخ                           |  |
| 78. فرقة المشاة                     | 78. فرقة المشاة                 |  |
| ----------------------------------- | ------------------------------- |  |
| الجنرال دير أرتيليري فريتز براند    | 1 سبتمبر 1939 - 1 أكتوبر 1939   |  |
| الجنرال دير أرتيليري كورت جالينكامب | 1 أكتوبر 1939 - 29 سبتمبر 1941  |  |
| جينيرال لوتنانت إميل ماركجراف       | 29 سبتمبر 1941 - 19 نوفمبر 1941 |  |
| الالجنرال دير إينفانتيري بول فولكرز | 19 نوفمبر 1941 - 30 ديسمبر 1942 |  |
| 78. تقسيم Sturm                     |                                 |  |
| الجنرال دير إنفانتري بول فولكرز     | 30 ديسمبر 1942 - 1 أبريل 1943   |  |
| جينيرال لوتنانت هانز تراوت          | 1 أبريل 1943 - 1 نوفمبر 1943    |  |
| جينيرال لوتنانتHeribert von Larisch | 1 نوفمبر 1943 - 15 فبراير 1944  |  |
| الجنرال دير إنفانتري سيغفريد راسب   | 15 فبراير 1944 - 12 يوليو 1944  |  |
| جينيرال لوتنانت Hans Traut          | 15 فبراير 1944 - 12 يوليو 1944  |  |
| الجنرال دير إنفانتري سيغفريد راسب   | 12 يوليو 1944 - 18 يوليو 1944   |  |
| 78. شعبة غرينادير                   |                                 |  |
| الجنرال دير إنفانتري سيغفريد راسب   | 18 يوليو 1944 - 23 سبتمبر 1944  |  |
| اللواء الويس ويبر                   | 23 سبتمبر 1944 - 9 أكتوبر 1944  |  |
| 78. قسم فولكسغرينادير               |                                 |  |
| اللواء الويس ويبر                   | 9 أكتوبر 1944 - 1 ديسمبر 1944   |  |
| جينيرال لوتنانتهارالد فون هيرشفلد   | 1 ديسمبر 1944 - 18 يناير 1945   |  |
| جنرال ميجور فيلهلم ناجيل            | 18 يناير 1945 - فبراير 1945     |  |
| 78. قسم فولكس ستورم                 |                                 |  |
| جنرال ميجور فيلهلم ناجيل            | فبراير 1945 - 1 مايو 1945       |  |
| اللواء إريك جيسلر                   | 1 مايو 1945 - 8 مايو 1945       |  |